# Edward Alpers
(Edward) Ned Alter Alpers (* 23. April 1941 in Philadelphia) ist ein US-amerikanischer Historiker und war bis 2010 Hochschullehrer an der University of California, Los Angeles. Dort ist er weiter als Forschungsprofessor aktiv. Sein Gebiet ist die Sklaverei rund um den Indischen Ozean, besonders in der vorkolonialen Zeit. Dazu gehören auch die mannigfachen kulturellen Wirkungen des Austauschsystems, wenn etwa afrikanische Minderheiten im asiatischen Raum leben.
Alpers studierte afrikanische Geschichte am Harvard College und erhielt den Ph.D. an der School of Oriental and African Studies University of London 1966 unter Richard Gray. Darauf lehrte er zwei Jahre an der University of Dar es Salaam (noch als College der University of East Africa), um anschließend Assistant Professor an der UCLA zu werden. 1972–1973 führte er Forschungen in Osttansania durch, die 1975 in eine Studie zur Handelsgeschichte vom 15. bis zum 19. Jahrhundert mündeten; 1980 lehrte er an der Somali National University in Lafoole als Fulbright Senior Scholar. Er war Vorsitzender der African Studies Association (USA) (1993/94) und leitete deren National Program Committee (2001). 2013 fand eine Konferenz an der UCLA statt, die ihm zugedacht wurde.
Als wissenschaftlicher Berater hat er an der ARTE-Dokumentation zum Menschenhandel (2015) mitgewirkt.
Alpers zeigte die komplizierten Herrschafts- und Interaktionsverhältnisse in Ostafrika. Arabische Händler begannen den Sklaven- und Elfenbeinhandel im 15. Jahrhundert, den die Portugiesen erweitert fortsetzten. Im 19. Jahrhundert gab es eine vielschichtige Mischung von indischem, arabischem Händlertum und westlichem Kapitalismus. Sein Interesse gilt auch der oft unterdrückten afrikanischen Diaspora in Asien.

## Schriften
- Hrsg. mit Awet T. Weldemichael and Anthony: A. Lee: Changing Horizons of African History, Trenton: Africa World Press, 2017, ISBN 978-1-56902497-3.
- The Indian Ocean in World History, New York: Oxford University Press, 2014, ISBN 978-0195165937.
- East Africa and the Indian Ocean, Princeton: Markus Wiener Publishers, 2009, ISBN 978-1558764521.
- Walter Rodney: Revolutionary and Scholar. A Tribute, Center for Afro-American Studies and African Studies Center, Univ. of California, Los Angeles, 1982
- Ivory and Slaves in East Central Africa. Changing Pattern of International Trade in East Central Africa to the Later Nineteenth Century, 1975, ISBN 978-0-43532005-8. Neudruck University of California Press, 2022, ISBN 978-0520358737.

## Einzelbelege
1. ↑  Kathleen Sheldon: Migration and Sociopolitical Mobility in Africa and the African Diaspora Conference Honors the Career of Ned Alpers. 12. Juni 2013 (escholarship.org [abgerufen am 26. September 2022]).
2. ↑  imfernsehen: Menschenhandel, Folge 3: 1620 – 1789: Der Zucker und die Aufstände. 2015, abgerufen am 26. September 2022.
3. ↑  Jay B. Haviser, Kevin C. MacDonald: African Re-Genesis: Confronting Social Issues in the Diaspora. Routledge, 2016, ISBN 978-1-315-43535-0 (google.de [abgerufen am 26. September 2022]).

| Personendaten    | Personendaten                      |
| ---------------- | ---------------------------------- |
| NAME             | Alpers, Edward                     |
| ALTERNATIVNAMEN  | Alpers, Ned Alter                  |
| KURZBESCHREIBUNG | US-amerikanischer Afrikahistoriker |
| GEBURTSDATUM     | 23. April 1941                     |
| GEBURTSORT       | Philadelphia                       |